# Margherita (nome)
Margherita  è un nome proprio di persona italiano femminile.

## Varianti
- Femminili: Margarita[2][5][7], Margareta[7]
- Maschili: Margherito[5]

### Varianti in altre lingue
Di seguito si trova una lista delle varianti del nome in altre lingue:
- Armeno: Մարգարիտ (Margarit, Margarid)
- Asturiano: Lita[8]
- Basco: Margarite[8]
- Bulgaro: Маргарита (Margarita)
- Catalano: Margarida[8], Margalida[6]
- Ceco: Markéta
- Croato: Margareta
- Danese: Margrethe, Margarethe, Margareta, Margit, Merete
- Estone: Maret
- Finlandese: Maarit, Marketta, Margareeta, Margareta
- Francese: Marguerite[9]
- Francese antico: Margaret[9]
- Galiziano: Margarida[8]
- Gallese: Margiad[6], Marged[6], Mared[6]
- Greco moderno: Μαργαρίτα (Margarita)
- Inglese: Margaret, Margaretta, Margery[6]
- Irlandese: Mairéad
- Islandese: Margrét
- Latino: Margarita[2][3][5][6][9]
- Lituano: Margarita
- Lussemburghese: Margreet
- Mannese: Margaid
- Norvegese: Margrethe, Margrete, Margareta, Margit, Marit, Marita
- Occitano: Margarida
- Olandese: Margriet, Margreet, Margareta, Margaretha
- Polacco: Małgorzata
- Portoghese: Margarida
- Rumeno: Margareta
- Russo: Маргарита (Margarita)
- Sardo: Margarida[10]
- Scozzese: Maighread, Mairead, Marsail
- Slovacco: Margita, Markéta
- Sloveno: Marjeta, Margareta
- Spagnolo: Margarita[8]
- Svedese: Margareta, Margit, Merit, Marit, Marita
- Tedesco: Margareta, Margarete, Margaretha, Margarethe, Margrit
- Ungherese: Margaréta, Margit, Margita

1. ↑  Tutte le varianti elencate qui sopra sono verificabili, salvo diversamente specificato, alla nota 1.

### Forme alterate e ipocoristiche
Con la sua enorme diffusione, Margherita e le sue varianti in altre lingue hanno prodotto a numerosissime forme abbreviate e, raramente, alcuni diminutivi; tra i derivati di questo tipo più famosi si possono citare senz'altro Rita e Greta, entrambi dotati di una folta schiera di varianti in varie lingue e usati anche come nomi indipendenti. Fra le altre si contano:
- Ceco: Gitka[6], Gituška[6]
- Danese: Meta, Mette
- Francese: Margot, Margaux
- Gallese: Megan
- Inglese: Meg, Maggie, Marge, Margie, Margo[11], Mamie, May, Mayme, Madge, Midge, Peggy, Megan
- Italiano: Marga[5][7], Ghita[2][5], Mita, Ita[2]
- Mannese: Paaie
- Norvegese: Meta, Mette
- Polacco: Małgosia, Małgośka[6], Gosia[6], Gośka[6]
- Russo: Рита (Rita),[12] Ритка (Ritka)[12] Риточка (Ritočka)[12]
- Scozzese: Maisie, Maidie[6], Mysie, Peigi
- Slovacco: Gitka[6], Gituška[6]
- Svedese: Märta, Meta
- Tedesco: Meta

1. ↑  Le forme alterate e gli ipocoristici elencati di seguito sono verificabili, salvo diversamente specificato, alla nota 1.

## Origine e diffusione

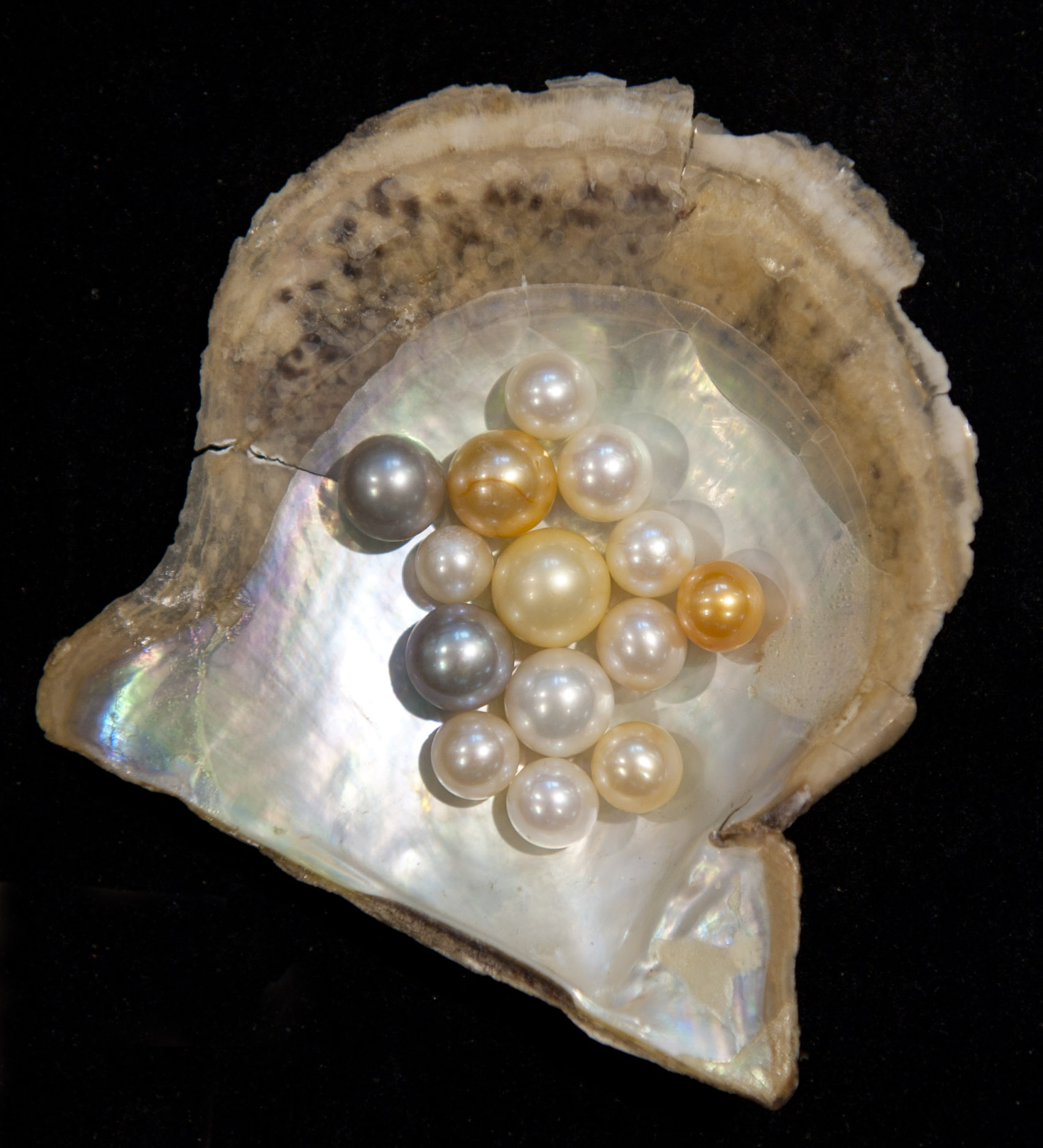
Delle perle

Continua il nome tardo latino Margarita, tratto dal corrispondente termine latino che indicava la perla, ed ha quindi il medesimo significato dei nomi Perla e Gyöngyi; etimologicamente, margarita è un vecchio grecismo, derivante dal vocabolo greco antico maschile μαργαρίτης (margarítēs), a sua volta da una radice comune al sanscrito मञ्यरी (manyari) o al persiano marvārid, sempre comunque indicante la perla.
In greco è documentato Μαργαρίτης (Margarítēs) come raro nome maschile, ma il femminile latino si è sviluppato indipendentemente, ed è attestato come nome personale in iscrizioni risalenti ai primi secoli del cristianesimo. Il nome si è diffuso enormemente nel Medioevo, in ambiti cristiani, grazie al culto di santa Margherita d'Antiochia, invocata tra l'altro dalle partorienti. Dopo di lei, varie altre figure ne hanno assicurato il continuato utilizzo, ad esempio le sante Margherita da Cortona e Margherita di Scozia, diverse sovrane e nobildonne d'Europa (specie, per l'Italia, Margherita di Savoia), nonché Margherita (Margaret nell'originale tedesco), la protagonista femminile del Faust di Goethe e delle varie opere da esso tratte, in particolare il Faust di Gounod.
In italiano (e anche in spagnolo), la parola "margherita" ha subìto uno slittamento semantico, e nel tardo Medioevo è arrivata a designare vari fiori simili tra loro, come la margherita (Leucanthemum vulgare) o la margheritina comune (Bellis perennis), ai quali oggi anche il nome viene generalmente associato; in questo senso, quindi, Margherita può essere considerato un nome d'ispirazione anche floreale, dello stesso tipo di Rosa, Iris, Dalia, Viola e Daisy, quest'ultimo che a sua volta richiama lo stesso fiore e che per questo viene a volte indicato erroneamente come "forma inglese" di Margherita.

## Onomastico
L'onomastico si può festeggiare in memoria di numerose sante e beate, alle date seguenti:
- 12 gennaio, santa Marguerite Bourgeoys, fondatrice delle Suore della Congregazione di Nostra Signora[14]
- 18 gennaio, santa Margherita d'Ungheria, principessa e religiosa domenicana[3][14]
- 22 febbraio, santa Margherita da Cortona, penitente del terz'ordine francescano[3][14]
- 25 marzo, santa Margherita Clitherow, martire a Tyburn[14]
- 9 aprile, beata Margherita Rutan, religiosa e martire a Dax durante la rivoluzione francese[14]
- 13 aprile, santa Margherita da Città di Castello, terziaria domenicana[14]
- 27 giugno, santa Margherita Bays, terziaria francescana[14]
- 20 luglio, santa Margherita, vergine e martire sotto Massimiano ad Antiochia di Pisidia[3][14]
- 5 agosto, santa Margherita da Cesolo, detta "la Picena", vedova[14]
- 30 agosto, santa Margherita Ward, martire a Londra[14]
- 16 e 17 ottobre, santa Margherita Maria Alacoque, monaca e mistica[3][14]
- 2 novembre, beata Margherita di Lorena, nobildonna vedova e clarissa[14]
- 16 novembre (o 10 giugno), santa Margherita, regina di Scozia[3][8][14]
- 23 novembre, beata Margherita di Savoia, religiosa domenicana[14]
- 15 dicembre, beata Margherita Fontana, vergine[14]
- 30 dicembre, beata Margherita Colonna, vergine, fondatrice del monastero delle minoresse di Palestrina[14]

## Persone

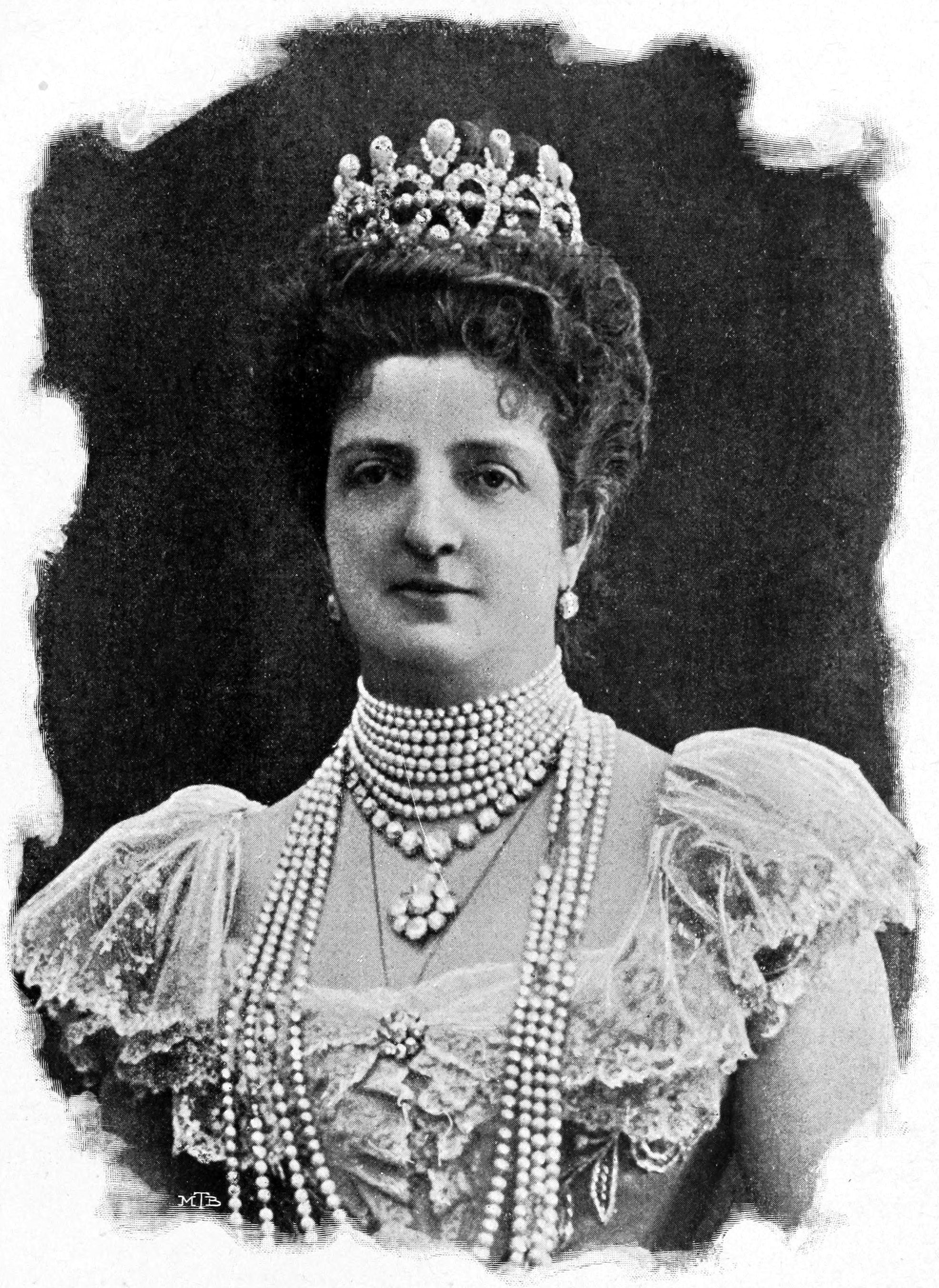
Margherita di Savoia

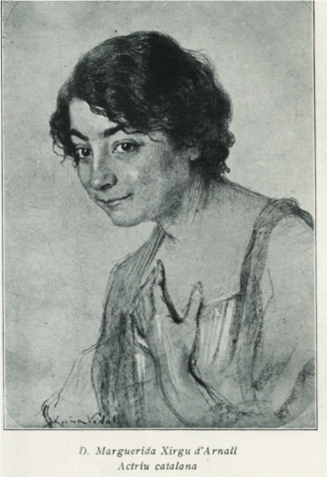
Margarita Xirgu

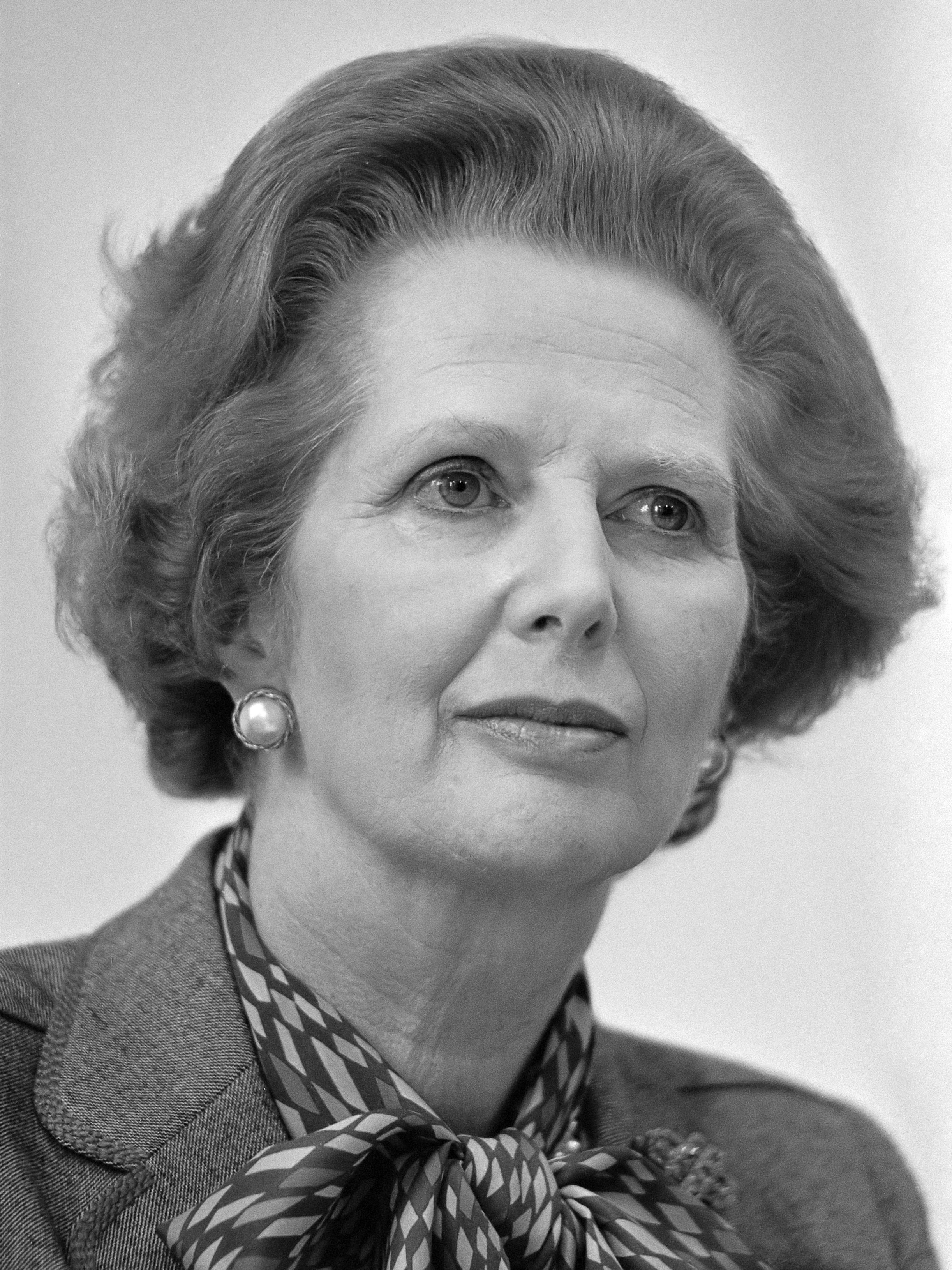
Margaret Thatcher

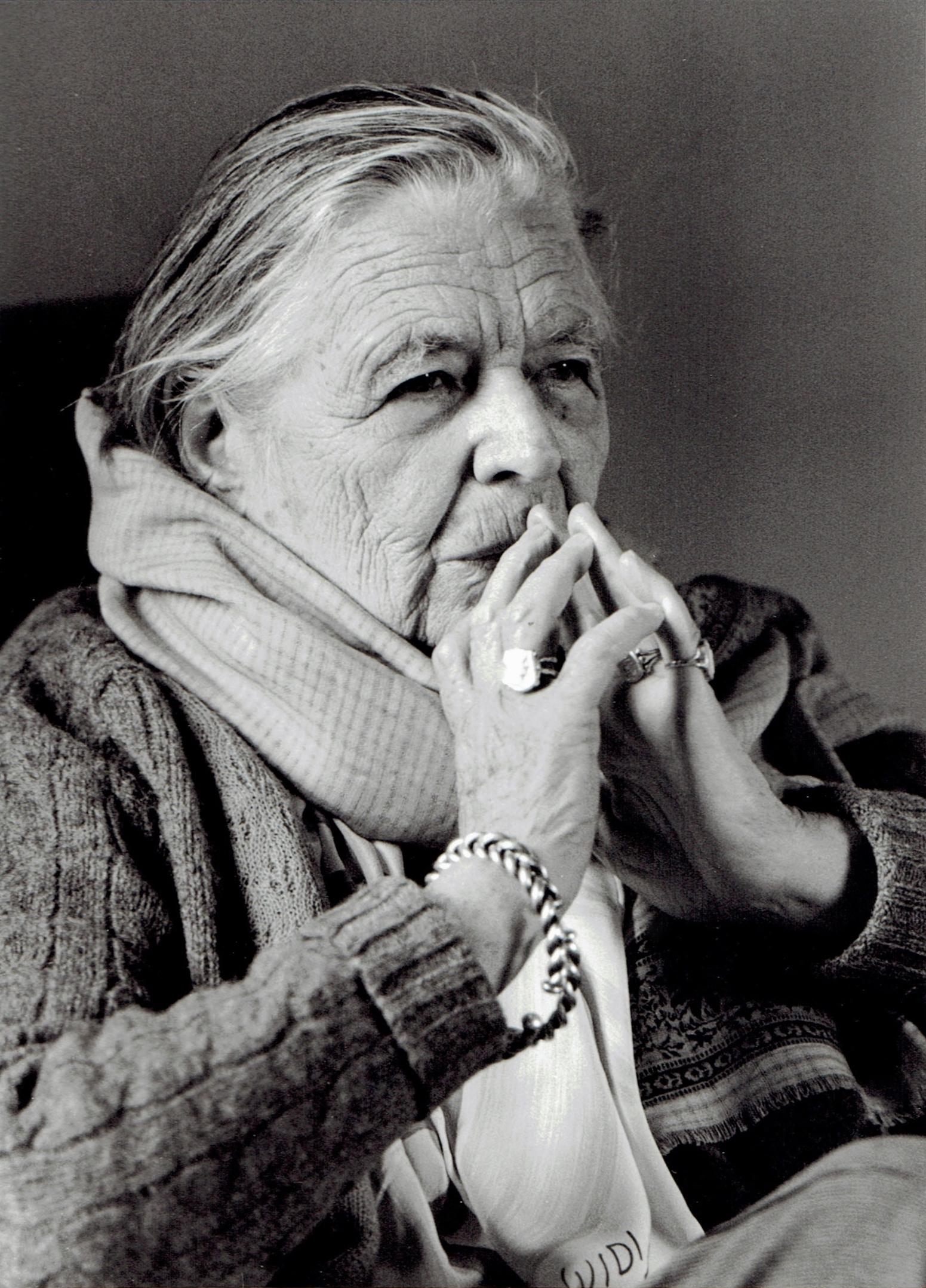
Marguerite Yourcenar

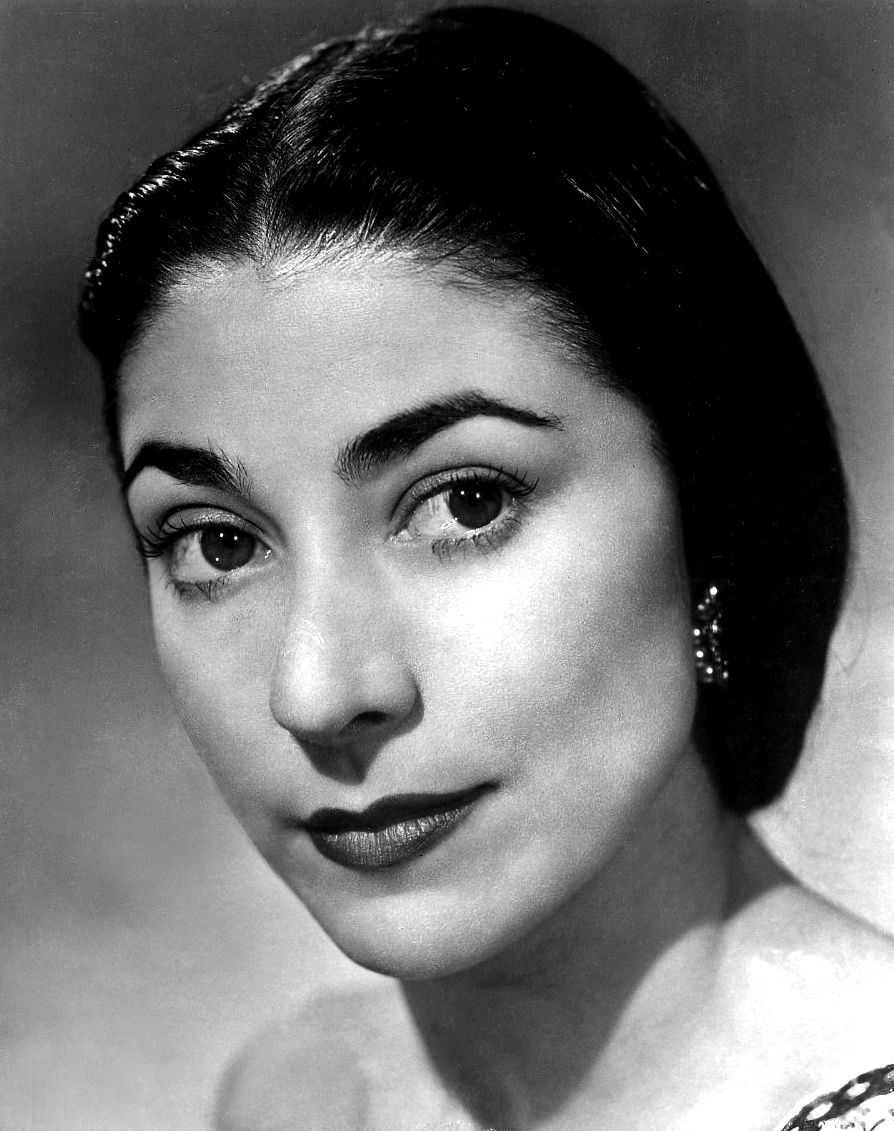
Margot Fonteyn

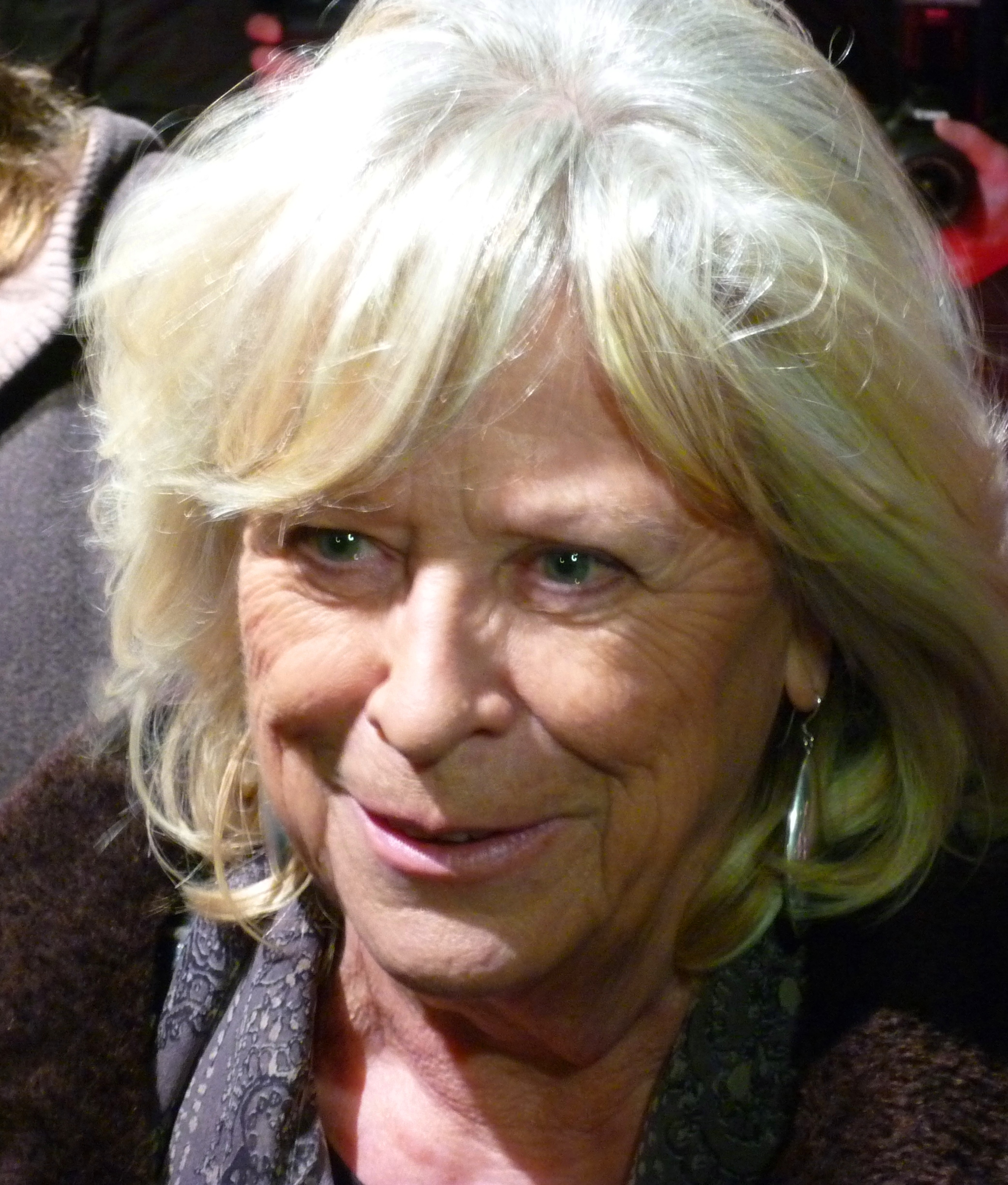
Margarethe von Trotta

- Margherita d'Angoulême, scrittrice e poetessa francese
- Margherita d'Austria, duchessa di Parma e Piacenza e governatrice dei Paesi Bassi spagnoli
- Margherita II di Danimarca, regina di Danimarca
- Margherita di Savoia, regina d'Italia
- Margherita di Valois, regina consorte di Francia e Navarra
- Margherita Maria Alacoque, monaca e mistica francese
- Margherita Bagni, attrice e doppiatrice italiana
- Margherita Boniver, politica italiana
- Margherita Buy, attrice italiana
- Margherita Hack, astrofisica e divulgatrice scientifica italiana
- Margherita Sarfatti, critica d'arte italiana
- Margherita Tudor, regina consorte di Scozia

### Variante Margarita
- Margarita Fischer, attrice statunitense
- Margarita Gasparjan, tennista russa
- Margarita Levieva, attrice statunitense
- Margarita Lozano, attrice spagnola
- Margarita Mamun, ginnasta russa
- Margarita Xirgu, attrice teatrale spagnola naturalizzata uruguaiana

### Variante Margaret
- Margaret Atwood, poetessa, scrittrice e ambientalista canadese
- Margaret Beaufort, madre di Enrico VII d'Inghilterra
- Margaret Brown, filantropa e attivista statunitense
- Margaret Joslin, attrice statunitense
- Margaret Lee, attrice britannica
- Margaret Mahler, psicoanalista e psicoterapeuta ungherese
- Margaret Mazzantini, scrittrice, drammaturga e attrice italiana
- Margaret Mead, antropologa statunitense
- Margaret Rutherford, attrice britannica
- Margaret Smith Court, tennista australiana
- Margaret Thatcher, politica britannica

### Variante Marguerite
- Marguerite di Blessington, scrittrice irlandese
- Marguerite Audoux, scrittrice francese
- Marguerite Caetani, letterata, giornalista, collezionista d'arte e mecenate statunitense naturalizzata italiana
- Marguerite Clark, attrice statunitense
- Marguerite Courtot, attrice statunitense
- Marguerite Duras, scrittrice e regista francese
- Marguerite Long, insegnante francese
- Marguerite Nichols, attrice statunitense
- Marguerite Yourcenar, scrittrice francese

### Variante Małgorzata
- Małgorzata Bela, modella polacca
- Małgorzata Glinka, pallavolista polacca
- Małgorzata Górska, attivista polacca
- Małgorzata Handzlik, politica e imprenditrice polacca
- Małgorzata Szumowska, regista, sceneggiatrice e produttrice cinematografica polacca

### Variante Margot
- Margot Eskens, cantante tedesca
- Margot Fonteyn, danzatrice britannica
- Margot Frank, sorella di Anna Frank
- Margot Grahame, attrice britannica
- Margot Hielscher, cantante, attrice, costumista e conduttrice televisiva tedesca
- Margot Honecker, politica tedesca
- Margot Käßmann, teologa luterana tedesca
- Margot Kidder, attrice statunitense
- Margot Robbie, attrice australiana
- Margot Sikabonyi, attrice italiana
- Margot Trooger, attrice tedesca
- Margot Wallström, politica svedese

### Variante Margo
- Margo Dydek, cestista e allenatrice di pallacanestro polacca
- Margo Harshman, attrice statunitense
- Margo Martindale, attrice statunitense
- Margo Stilley, attrice statunitense

### Altre varianti femminili
- Margarete Buber-Neumann, scrittrice e giornalista tedesca
- Margita Figuli, scrittrice slovacca
- Margita Česányiová, soprano slovacco
- Meta Golding, attrice statunitense
- Markéta Irglová, musicista, cantante e attrice ceca
- Margit Kaffka, scrittrice ungherese
- Margareta Kozuch, pallavolista tedesca
- Margarethe von Trotta, attrice e regista tedesca
- Margarete Wallmann, danzatrice, coreografa e regista d'opera austriaca

### Varianti maschili
- Margaritone d'Arezzo, pittore italiano

## Il nome nelle arti

### Figure artistiche e letterarie

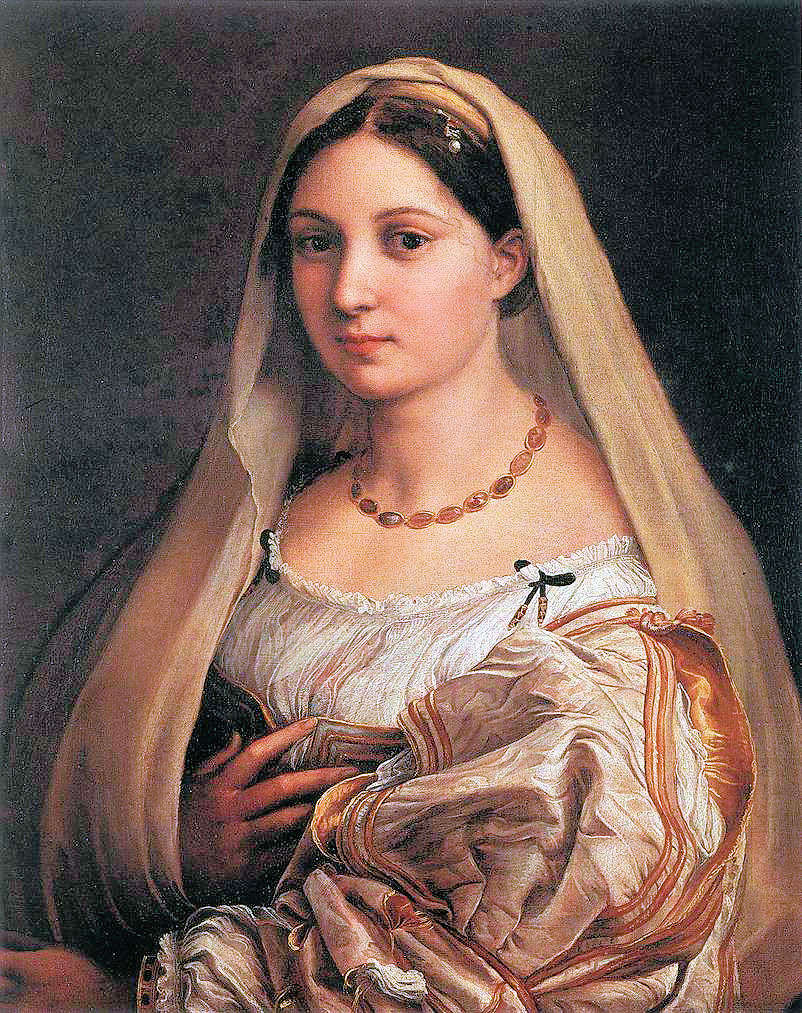
La Velata di Raffaello. La giovane donna ritratta è probabilmente Margherita Luti

- Margherita de' Ghisolieri (Malgherida) è la protagonista della decima novella della prima giornata del Decamerone di Giovanni Boccaccio. Nella stessa opera troviamo un'altra Margherita, moglie di Talano d'Imolese, protagonista della settima novella della nona giornata.
- Margherita è la protagonista femminile del Faust, opera di Goethe scritta nel 1808.
- Margherita Gautier è la protagonista del dramma La signora delle camelie di Dumas figlio, scritto nel 1848 e trasposto in musica da Giuseppe Verdi nell'opera lirica La traviata (in quest'ultima però il personaggio è ribattezzato Violetta).
- Margarita Crozzola è un personaggio della commedia I rusteghi (1760) di Carlo Goldoni.
- Margherita Nikolaevna è la protagonista femminile del romanzo Il Maestro e Margherita di Michail Bulgakov, pubblicato tra il 1966 e il 1967.
- Margherita Uzeda è un personaggio del romanzo del 1894 I Viceré di Federico De Roberto.
- Margherita è la protagonista femminile della commedia Chi è cchiu' felice 'e me! (1933) di Eduardo De Filippo.
- Margherita Dolcevita è la protagonista dell'omonimo romanzo di Stefano Benni, pubblicato nel 2005.
- Margherita è la protagonista femminile del film del 1951 Mamma mia, che impressione!, diretto da Roberto Savarese. Il richiamo continuo e petulante "signorina Margherita!" da parte del protagonista, interpretato da un giovane Alberto Sordi, è un vero e proprio tormentone del film.
- Margherita Passaguai è la protagonista femminile dei film La famiglia Passaguai (1951), La famiglia Passaguai fa fortuna (1952) e Papà diventa mamma (1952), tutti diretti da Aldo Fabrizi.
- Zia Margherita è un personaggio del film del 1987 La famiglia, diretto da Ettore Scola.
- Margherita Rizzo è un personaggio della serie televisiva Il maresciallo Rocca.
- Margherita Zanobini è un personaggio della serie televisiva I liceali.
- Margherita Serafini è un personaggio del film del 1988 Compagni di scuola, diretto da Carlo Verdone.
- Margherita Rossi Chaillet è un personaggio del film del 2003 Caterina va in città, diretto da Paolo Virzì.
- Margherita è la protagonista femminile dei film La peggior settimana della mia vita (2011) e Il peggior Natale della mia vita (2012), entrambi per la regia di Alessandro Genovesi.
- Marge Dursley è un personaggio secondario della serie di romanzi e film Harry Potter, creata da J. K. Rowling.
- Margaery Tyrell è un personaggio della serie di romanzi Cronache del ghiaccio e del fuoco e della trasposizione televisiva Il Trono di Spade.
- Margot Mine è il nome dato in Italia a Fujiko Mine nella serie anime Le nuove avventure di Lupin III.
- Margaret Shakur è un personaggio della serie televisiva La vita segreta di una teenager americana.
- Marge Simpson è un personaggio della serie animata I Simpson.
- Margot Wendice è la protagonista del film del 1954 Il delitto perfetto, diretto da Alfred Hitchcock.
- Marguerite Gachet al piano è un dipinto di Vincent van Gogh.
- Margarida è il nome portoghese del personaggio Disney noto in Italia come Paperina.

### Nella musica
- Una donna di nome Margherita (Margarita con la pronuncia dialettale napoletana) è cantata in Guapparia, una canzone classica napoletana del 1914, di Libero Bovio e Rodolfo Falvo.
- Margherita è il titolo di una canzone di Bruno Lauzi pubblicata in 45 giri nel 1963 assieme a Se tu sapessi.
- Margherita è il titolo di una delle canzoni più famose di Riccardo Cocciante, pubblicata nel 1976 nell'album Concerto per Margherita.
- Margherita non lo sa è il titolo di una canzone del 1983, scritta da Oscar Avogadro e interpretata da Dory Ghezzi.
- Margherita Baldacci è il titolo di un brano di Francesco Baccini del 1992.
- Io per te Margherita è il titolo di una canzone di Edoardo Bennato del 1975, in cui il cantante si diverte a cantare ironicamente una triste storia d'amore.
- Margherita è anche una canzone scritta da Beppe Vessicchio che da anni fa da sigla di apertura al programma televisivo La prova del cuoco.